# Пресвітеріанська система церковного управління
Пресвітеріанська система церковного управління — форма управління організації християнської церкви, при якій владні повноваження надані обраним колегіальним органам (пресвітеріям, синодам, генеральним асамблеям), на відміну від єпископальної системи, заснованої на ієрархії одноосібних єпископів (митрополитів), підпорядкованих голові церкви (папі, патріарху, католикосу, королю). Виникнення пресвітеріанської системи пов'язане з Реформацією в Швейцарії та Шотландії і її найповніша реалізація була здійснена в пресвітеріанських церквах, насамперед шотландській. В тій чи іншій мірі пресвітеріанська система церковного управління прийнята у всіх реформатських релігійних організаціях.

## Догматична основа
Теоретичні основи пресвітеріанської системи управління були розроблені Жаном Кальвіном в XVI ст. виходячи з протестантської інтерпретації Нового Завіту:
- Єпископи є верховними пастирями церкви, не підлеглими нікому іншому (ні папа, ні патріарх не згадані в Новому завіті);
- Єпископ і пресвітер, згідно з Біблією, — одне і те ж обличчя. Слово «єпископ» («наглядач») в Євангелії означає лише функцію пресвітера, а не особливий церковний пост;
- Спільнота віруючих в цілому володіє священницьким статусом. Пресвітери здійснюють свої функції від імені і за згодою всіх віруючих.

Згідно з кальвіністською доктриною концентрація церковної влади в руках окремих осіб (єпископів, абатів, митрополитів, папи римського) не відповідає християнському вченню і є порушенням божественних установлень. Опції проповідування слова Божого та здійснення церковних таїнств повинні покладатися на спеціально підготовлених пресвітерів — пасторів, міністеріалів, які входять в парафіяльні церковні ради (конгрегації) нарівні з іншими їх членами, відрізняючись від них лише тим, що крім обрання прихожанами вони проходять ще обряд посвячення вищестоящою церковною організацією (пресвітеріями, синодом, генеральною асамблеєю). Прихильники реформатських церков вважають пресвітеріанський спосіб управління церквою найвідповіднішим ранньохристиянській моделі і положенням Святого писання.
Особливим різновидом пресвітеріанської системи управління є конгрегаціоналізм, в якому також прийнятий колегіальний принцип організації церкви, однак, на відміну від пресвітеріанства, парафіяльні збори (конгрегації) повністю незалежні і не підкоряються ніяким вищим органам (пресвітеріям, асамблеям). Така система встановлена, зокрема, в баптистських церквах.

## Організація
Первинним органом пресвітеріанської системи церковного управління є приходські збори (церковні сесії або конгрегації), в які входять пастор (священнослужитель) та інші пресвітери, які обираються прихожанами даної церкви. Пресвітери (або «старійшини»), в основному, є авторитетними світськими жителями парафії, які вибираються довічно або на певний термін. До компетенції парафіяльних зборів входять організація богослужінь, пасторська турбота про парафіян, забезпечення порядку і рішення місцевих питань церковного життя. Пастор не має вирішального голосу на зборах, проте зазвичай є головою. У функції пастора також входить читання проповідей, організація релігійних залучень і здійснення церковних таїнств (хрещення та причастя). У деяких пресвітеріанських церквах пастор також автоматично є членом вищестоящої церковної організації (пресвітерії). Існує також пост диякона, до чиєї компетенції зазвичай відносяться фінансово-господарські питання діяльності парафіяльних зборів.
Парафіяльні збори об'єднуються в регіональні пресвітерії, члени яких обираються зі складу відповідних громад і включають крім пасторів і світських пресвітерів. Пресвітерії здійснюють нагляд за роботою парафіяльних зборів і виступають як вища судова інстанція. При вирішенні питань, що входять в компетенцію пресвітерів, їх учасники не пов'язані наказами  парафіяльних зборів, які їх вибрали.
Вищими органами пресвітеріанської системи управління є синоди і генеральні асамблеї, що складаються з делегатів регіональних пресвітерів і, іноді, парафіяльних зборів. Вони визначають принципи церковної політики, мають право затвердження обов'язкових для всієї церкви ухвал (у тому числі в догматичній сфері) і є верховними судовими органами.